# Phare de Fourteen Foot Shoal

Le phare de Fourteen Foot Shoal (en anglais : Fourteen FooT Shoal Light), est un phare du lac Huron au large de Cheboygan, dans le Comté de Cheboygan, Michigan.
Ce phare est inscrit au Registre national des lieux historiques depuis le 27 juillet 2005 sous le n°05000742 .

## Historique
Ce phare offshore, mis en service en 1930, tire son nom du fait de la faible profondeur du lac dans cette zone (14 pieds ou 4.3 m). Le phare est situé à l'extrémité nord du lac Huron, où il est nécessaire que les bateaux se dirigeant vers Chicago passent par un détroit étroit et évitent toujours les eaux peu profondes. Le chemin le plus courant est d'aller au sud de l'île Bois Blanc. Dans ce canal, le phare de Poe Reef marque l'extrémité nord du canal de sécurité et le feu Fourteen Foot Shoal marque le côté sud du canal.
Le service des phares des États-Unis prévoyait, dès la conception, que ce feu serait automatisé  et exploité par radiocommande à partir du phare de Poe Reef situé à 5,6 km. La maison du gardien n'a jamais été destinée à être utilisée comme résidence. En 1925 une bouée provisoire fonctionnant à l'acétylène a été installée là et la construction du phare a commencé en 1929 pour être mis en service l'opération en 1930. 
La lumière d'origine était équipée d'une lentille de Fresnel du quatrième ordre. Il a maintenant une lentille de Fresnel  à optique acrylique de 250 mm.

## Description
Le phare  est une tour en acier de 17 m de haut, avec une galerie et une lanterne, s'élevant au centre d'un bâtiment de signal de brume. Le phare est peint en blanc et le toit de la lanterne est rouge.
Son feu à occultations émet, à une hauteur focale de 17 m, une longue lumière blanche par période de 4 secondes. Sa portée est de 9 milles nautiques (environ 17 km). Il est équipé d'une corne de brume diaphone émettant un signal de 2 secondes par période de 15 secondes.

## Caractéristiques dufeu maritime
Fréquence : 4 secondes (W)
- Lumière : 3 secondes
- Obscurité : 1 seconde

Identifiant : ARLHS : USA-306 ; USCG :  7-11765 .

### Lien connexe
- Liste des phares au Michigan